# Los Pintanos
Los Pintanos là một đô thị ở tỉnh Zaragoza, Aragon, Tây Ban Nha. Theo điều tra dân số 2004 của Viện thống kê Tây Ban Nha (INE), đô thị này có dân số là 102 người. Diện tích đô thị này là 79 ki-lô-mét vuông.

## Biến động dân số
Số liệu dân số Los Pintanos giai đoạn 1970 và 2001:
| 1970 | 1981 | 1991 | 2001 |
| ---- | ---- | ---- | ---- |
| 121  | 90   | 83   | 87   |